# Église Saint-Philbert de Saint-Philbert-du-Peuple
Pour les articles homonymes, voir Église Saint-Philbert.
L'église Saint-Philbert est une église située à Saint-Philbert-du-Peuple, en France.

## Localisation
L'église est située dans le département français de Maine-et-Loire, sur la commune de Saint-Philbert-du-Peuple.

## Historique
L'édifice est inscrit au titre des monuments historiques en 1972.